# Lakmenahalli, Chiknayakanhalli
Lakmenahalli là một làng thuộc tehsil Chiknayakanhalli, huyện Tumkur, bang Karnataka, Ấn Độ.